# Arcadium Lithium
Arcadium Lithium ist der drittgrößte Lithium-Produzent der Welt und ging im Dezember 2023 aus einer Fusion von Allkem und Livent hervor. Allkem ging im August 2021 aus Orocobre Limited hervor.
Im Oktober 2024 wurde die Übernahme von Arcadium Lithium durch Rio Tinto Group vereinbart. Sie soll Mitte 2025 abgeschlossen werden.

## Projekte

### Olaroz
Der Salar Olaroz ist ein Salzsee in der Provinz Jujuy in Nordwest-Argentinien, nahe an der Grenze zu Chile. Erschlossen werden sollen vor allem Vorkommen an Lithium und Kalisalz (Pottasche). Bohrungen und Pumptests über weite Flächen des Abbaugebietes sind abgeschlossen worden.
Momentan (Stand 4. März 2009) wird eine Definition der Ressource nach Maßstab des „Joint Ore Reserves Committee“ (JORC) vorbereitet.
Nach Unternehmensangaben haben bisherige Messungen einen durchschnittlichen Lithiumgehalt von 700 ppm sowie ein Magnesium-zu-Lithium-Verhältnis von 2,8:1 ergeben. Der Kalisalzgehalt wird mit 1,3 % angegeben.

### Santo Domingo
Das Santo-Domingo-Projekt liegt in der westargentinischen Provinz San Juan, dort sollen Kupfer, Gold und Silber gefördert werden.
Neben den o.a. Projekten hält Orocobre noch eine Reihe weiterer Abbaurechte, das Unternehmen konzentriert sich jedoch
nach eigenen Angaben mittelfristig auf das Lithium-/Pottascheprojekt Olaroz.
Im Februar 2009 gründete Orocobre Ltd. zusammen mit argentinischen Partnern das Joint Venture „South American Salars“.
Ziel ist eine weitere Erschließung südamerikanischer Salzseen.